# Semolowaru
Semolowaru is een bestuurslaag in het regentschap Soerabaja van de provincie Oost-Java, Indonesië. Semolowaru telt 19.859 inwoners (volkstelling 2010).